# Марнате
Марнате (итал. Marnate) — город (коммуна) на севере Италии. Расположен в провинции Варесе, области Ломбардия.
Население составляет 7 810 человек (на 2017 г.), плотность населения составляет 1 611 чел./км². Занимает площадь 4,85 км². Почтовый индекс — 21050. Телефонный код — 0331.
Покровителем коммуны почитается святитель Иларий Пиктавийский, празднование 13 января.